# Józef Naumowicz
Józef Naumowicz (ur. 25 lutego 1956 w Bakałarzewie) – polski duchowny rzymskokatolicki, birytualista, dzajragujn wardapet, profesor nauk humanistycznych, historyk literatury wczesnochrześcijańskiej, patrolog, bizantynolog.

## Życiorys
W latach 1975–1978 studiował filologię klasyczną na Uniwersytecie Warszawskim. Współpracował z warszawskim Studenckim Komitetem Solidarności i został w związku ze swoją działalnością usunięty z akademika przez władze uczelni. W latach 1979–1980 był studentem Katolickiego Uniwersytetu Lubelskiego. W 1980 wstąpił do Wyższego Metropolitalnego Seminarium Duchownego w Warszawie, a 2 czerwca 1985 przyjął święcenia kapłańskie. W 1993 obronił pracę doktorską „Wczesnochrześcijańscy pisarze aleksandryjscy w Bibliotece Focjusza” na Wydziale Polonistyki Uniwersytetu Warszawskiego. Od 1989 pracował jako prefekt warszawskiego seminarium duchownego, w latach 1993-1997 był asystentem kościelnym Słowa-Dziennika Katolickiego, a następnie Przeglądu Katolickiego. W roku 2000 obronił rozprawę habilitacyjną „Geneza chrześcijańskiej rachuby lat. Historyczno-teologiczne podstawy systemu Dionizego Mniejszego” na Uniwersytecie Kardynała Stefana Wyszyńskiego w Warszawie. Pracuje na tej ostatniej uczelni oraz równocześnie na Papieskim Wydziale Teologicznym, Sekcji Św. Jana Chrzciciela w Warszawie. Postanowieniem Prezydenta RP z 4 sierpnia 2011 otrzymał tytuł profesora nauk humanistycznych.
W 2012 został członkiem Komitetu Nauk Historycznych PAN. Jest autorem i edytorem wielu publikacji z zakresu chrześcijaństwa antycznego i patrologii, a także redaktorem serii Biblioteka Ojców Kościoła.
Birytualista, od 2016 jest duszpasterzem ormiańskokatolickiej parafii centralnej pw. św. Grzegorza z Nareku w Warszawie, a od 2018 także administratorem ormiańskokatolickiej parafii południowej pw. św. Grzegorza Oświeciciela z siedzibą w Gliwicach. W 2017 został uhonorowany godnością dzajragujn wardapeta przez ormiańskokatolickiego ordynariusza Europy Wschodniej abp. Rafaela Minassiana.
W 2011 odznaczony Złotym Krzyżem Zasługi (2011). 13 lipca 2020 roku prezydent Andrzej Duda nadał mu Krzyż Kawalerski Orderu Odrodzenia Polski, „za wybitne zasługi w pracy naukowo-badawczej i dydaktycznej”.

## Wybrane publikacje
- Wczesnochrześcijańscy pisarze aleksandryjscy w Bibliotece Focjusza, wyd. Ossolineum, Wrocław 1995.
- Geneza chrześcijańskiej rachuby lat. Historyczno-teologiczne podstawy systemu Dionizego Mniejszego, wyd. Tyniec, Kraków 2000.
- Dwie są drogi. Przewodnik wczesnochrześcijański, wyd. W drodze, Poznań 2005.
- Cztery przyjścia Pana, wyd. W drodze, Poznań 2007.
- Prawdziwe początki Bożego Narodzenia, wyd. UKSW, Warszawa 2014.
- Narodziny Bożego Narodzenia, wyd. Znak, Kraków 2016.
- Historia świątecznej choinki, wyd. Literackie, Kraków 2016.

## Wybrane edycje źródłowe
- Bazyli Wielki, Wstęp do zarysu ascezy; O sądzie Bożym; O wierze; Reguły moralne, wyd. Tyniec, Kraków 1994
- Bazyli Wielki, Reguły dłuższe; Reguły krótsze, wyd. Tyniec, Kraków 1995
- Pierwsze pisma greckie o dziewictwie, wyd. Tyniec, Kraków 1997
- Filokalia. Teksty o modlitwie serca, wyd. Tyniec, Kraków 1998